# Дјечија библиотека „Борик“
Дјечија библиотека је једна од малобројних дјечијих библиотека у Републици Српској. Смјештена је у Бањалуци и ради у саставу Народне и универзитетске библиотеке Републике Српске.

## Историја
Основи циљ оснивања ове библиотеке јесте прије свега у сврху образовања, и то најмлађих грађана града Бањалука. Поред тога ова библиотека је и у служби дјеце која похађају и основне и средње школе.
Библиотека је органозована тако што њу чине издавачко одјељење за дјецу и то узраста од 2 до 6 година и дјеце које похађају основну школу и одјељење за дјецу старијег узраста од 12 до 16 година. Поред издавачког одјељења ту је и читаоница у којој се организује већина манифестација у библиотеци, као и интернет клуб који чије је коришћење ограничено за дјецу млађег узраста из разога како се наводи да се дјеца окрену књизи у материјалном облику и да се у ери интернета врати стари сјај књиге.
У склопу библиотеке се налази и играоница коју користе дјеца која су чланови библиотеке.
Богат књижевни фонд подразумијева како лектире, уџбенике, рјечнике и енциклопедије које прате наставне и образовне програме; тако и популарну дјечију белетристику, књиге за забаву и слободно вријеме али и за шира самостална истраживања.
Играоница је намјењена за дјецу млађег узраста и опремљена је играчкама,  књигама и дјечијим намјештајем. Tо је маштовито опремљен простор који можете користити за читање, игру и цртање. У играоницу дјеца долазе искључиво у пратњи родитеља, који имају свој кутак за читање часописа. У одређеним терминима педагог води забавно-едукативне радионице за предшколску дјецу.
У библиотеци је садржај литературе прилагођењ узрасту. Тако се може наћи сликовнице, бајке, басне за млађе читаоце, као и белетристика и школска литература за узрасте основних и средњих школа.

## Читаоница са интернет клубом
Читаоница  организује промоције књига за дјецу, дружење с дјечијим писцима, гледање филмова, разне програме (маскенбале, забаве, дружења, такмичења, радионице) и организује посјете вртића, школа и осталих установа које раде са дјецом.
У читаоници су вам на располагању библиотекари-информатори  који  нуде стручну помоћ ученицима у проналажење литературе за израду тема, реферата, паноа, а такође и при изради семинарских и дипломских радова студентима предшколског, учитељског, педагошког факултета и сличним групама које се баве васпитањем и одгојем дјеце. Чланови Дјечије библиотеке “Борик” школског узраста самостално бораве у простору читаонице, гдје вријеме проводе: читајући, истражујући, користећи интернет клуб, играјући друштвене игре или похађајући разне програме и радионице које помажу дјеци у смислу развијања сопственог укуса и наравно навике за читање која је за даљи развој веома битна.
Читаоница има дугогодишњу традицију у организовању креативних радионица за дјецу школског узраста. Свакога дана у седмици нуди се друга радионица у вечерњим терминима. Те радионице су: мала школа енглеског језика, радионица рукотворина, креативно писање, драмска радионица, занимљива географија, школа сликања и слично.
Од 12. фебруара 2017. године покренута је нова радионица под називом "Први кораци ка књизи". Циљ ове радионице јесте да се прије свега најмађи корисници библиотеке подстичу на читање и окретање према књизи у доба интернет ере. Такође, у склопу радионице се организују и разна дружења дјеце и родитеља приликом којих и дјеца и одрасли могу боље да се упознају са потребама унапријељења знања код дјеце најмлађих узраста. Оно што је битно за ову радионицу јесте да се показало велико интересовање од стране родитеља и то да је радионица бесплатна за учеснике узраста до 2 године.